# La Rulles Cuvée Meilleurs Vœux
La Rulles Cuvée Meilleurs Vœux is een Belgisch bier van hoge gisting.
Het bier wordt sinds 2005 gebrouwen in Brasserie Artisanale de Rulles te Rulles.
Het is een donkerblond winterbier met een alcoholpercentage van 7,3%. Het bier is enkel verkrijgbaar in flessen van 75cl en op fust van 20 liter. De etiketten werden ontworpen door illustrator PaliX (Pierre-Alexandre Haquin).